# 新潟県立新潟工業高等学校
新潟県立新潟工業高等学校（にいがたけんりつにいがたこうぎょうこうとうがっこう）は、新潟県新潟市西区小新西に所在する県立工業高等学校。通称 新工(しんこう)、または工業。

## 沿革

### 年表
- 1939年3月7日 - 1939年（昭和14年）4月から新潟県立新潟工業学校として開校認可、修業年限5年、機械科1学級、電気科1学級、応用化学科1学級を募集。
- 1939年4月13日 - 新潟師範学校の一部を仮校舎として開校式を挙行。
- 1939年4月14日 - 第1回入学式を挙行。
- 1940年3月27日 - 応用化学科を工業化学科と改称。
- 1940年8月3日 - 新潟市関屋120番地（現在の新潟市中央区浜浦町1-8）の学校敷地15,000坪（49,500㎡、113,000円相当）で地鎮祭を挙行。
- 1940年8月25日 - 新校舎第1期工事完成により移転。
- 1944年4月1日 - 機械科2学級募集に変更。
- 1946年4月1日 - 木材工芸科1学級を新設。機械科1学級募集に変更。
- 1948年4月1日 - 新潟県立新潟工業高等学校と改称、組織変更、木材工芸科を廃し機械科2学級、電気科1学級、工業化学科1学級を募集。
- 1949年4月1日 - 土木科1学級、建築科1学級を新設、機械科1学級募集に変更。
- 1956年4月1日 - 機械科2学級募集に変更。
- 1963年4月1日 - 電気科、工業化学科および土木科を2学級募集に変更。
- 1965年2月3日 - 定時制課程建築科1学級併設認可。4月9日第1回入学式挙行。
- 1967年4月1日 - 工業化学科1学級募集に変更。
- 1970年6月 - 新潟市小新地区に新校舎を建設することを決定
- 1970年12月18日 - 新潟市小新地区の学校敷地（60,418.26㎡）で地鎮祭を挙行。総工費11億数千万円で新設建設。
- 1972年3月27日 - 新潟市小新白鳥1080-1の新校舎に移転完了。
- 1979年1月31日 - 学校施設設備完了（プール・格技場・屋外運動場夜間照明・小体育館）。
- 1979年4月1日 - 定時制課程生徒募集停止。
- 1981年9月11日 - 原動機実習室棟完成。
- 1982年3月31日 - 定時制課程閉課程。
- 1984年4月1日 - 建築科に建築設備コース（1学級）新設。
- 1988年9月3日 - 50周年記念事業により部室、ミーティングルーム寄贈、竣工式。
- 1989年10月28日 - 50周年記念式典挙行。
- 1992年12月7日 - トレーニングルーム棟竣工。
- 1994年3月20日 - 全天候型屋内スポーツ練習場竣工。
- 1994年6月13日 - 家庭科実習棟竣工。
- 1995年11月6日 - 住居表示の変更により住所が、新潟市小新西1丁目5番1号となる。
- 1996年10月1日 - セミナーハウス（北斗会館）竣工。
- 1997年4月1日 - 電気科1学級募集に変更（1学級減）。
- 1999年10月23日 - 60周年記念式典挙行。
- 2006年4月1日 - 土木科1学級募集に変更（1学級減）。
- 2007年10月31日 - 70周年記念式典挙行。
- 2007年11月14日 - 東京ブラススタイル来校[1]。
- 2009年4月1日 - 電気科2学級募集に変更（1学級増）。
- 2012年 - 新潟県オンリーワンスクール・ステップアップ事業実施校（2014年度まで）[2]。
- 2017年 - 文部科学省スーパー・プロフェッショナル・ハイスクール事業指定校[3]（2019年度まで）。

## 校歌
作詞 中村正爾 / 作曲 小林三千三
1. 北方に 瞠く　海港 新潟　越の舟江の誉れを永遠に　かがやかし　理想は光る七つ星　工学ここに望みあり　讃へむ われら 学園の　自由の精神　つよく瞭らに
2. 雲と明るき　雪の砂丘　鳴るよ潮鳴り 松原こめて　さえざえし　とよもしひびく 機械音　工学ここに誇りあり　築かむ われら 建設の　自律の精神　たかく朗らに
3. 技の工の　いよよ遙けく　若きいのちを 道ひとすじに　いさぎよし　高鳴る 血汐この腕　工学ここに 栄えあり　保たむ われら研鑽の　自学の精神　つねに浄らに

## 教育課程
- 全日制課程
  - 機械科：2学級
  - 電気科：2学級
  - 工業化学科：1学級
  - 土木科：1学級
  - 建築科（建築コース）：1学級
  - 建築科（建築設備コース）：1学級

## 交通
- JR越後線 小針駅南口より徒歩30分
- 新潟交通 W5 小新線 「工業高校入口」バス停より徒歩3分
- 区バス坂井輪ルート（Qバス） 「工業高校入口」バス停より徒歩3分
- 高速バス 北陸自動車道 鳥原バスストップより自転車15分
- E8北陸自動車道 新潟西インターチェンジより車10分
- 国道116号（新潟西バイパス） 小新インターチェンジより車3分

## 部活動
ラグビー部は全国高校ラグビー選手権大会に県内最多の出場数を誇る。ウエイトリフティング部は平成29年まで毎年全国大会に出場していた。サッカー部は全国高校サッカー選手権大会に県内最多の15回出場している。
運動部は各部とも県内公立高校最大級の設備を整えており、部活動が盛んである。
文化部においても全国大会レベルの部活動があり、放送演劇部、ロボット部は全国大会の常連である。
- 運動部
  - 柔道部
  - ラグビー部
  - サッカー部
  - バスケットボール部
  - ウエイトリフティング部
  - バレーボール部
  - バドミントン部
  - 硬式野球部
  - 剣道部
  - ソフトテニス部
- 文化部
  - 囲碁・将棋部
  - ロボット部
  - 機械部
  - 電気部
  - 化学部
  - 設備部
  - 建築部
  - 土木部
  - 理科部
  - 音楽部
  - 放送演劇部
  - 書道部
  - 写真部
  - 美術部

## 著名な出身者
- 桜井新（政治家、元参議院議員、元環境庁長官）
- 近藤元次（政治家、元衆議院議員、元農林水産大臣）
- 橋本光夫（浦和レッドダイヤモンズ代表取締役社長、元ラグビー選手）
- 叶精作（漫画家、イラストレーター）
- 有田一矢（元サッカー選手・ヤマハ発動機）
- 古俣健次（元サッカー選手・アルビレックス新潟）
- 神田勝夫（元サッカー選手・アルビレックス新潟）
- 川口信男（元サッカー選手・FC東京）
- 野本安啓（元サッカー選手・ブラウブリッツ秋田）
- 浦上幸二郎（元バスケットボール選手）
- 稲垣啓太（ラグビー日本代表）
- 高島章（弁護士、朝鮮総連顧問弁護士、レイシストをしばき隊リンチ事件被害者側弁護人）
- 小田翼　(インディーズ映画監督)

## 学校関係者による不祥事
生徒の自殺
2016年11月21日、1年生の男子生徒がJR東日本・越後線の列車に接触して自殺した問題について、学校側が自殺した生徒に対して行っていたいじめ対応についての不備が指摘された。2018年9月に第三者委員会により報告書がまとめられ、その内容を元に、2019年11月、生徒遺族は県に対し6,000万円余りの損害賠償、慰謝料を求める訴えを起こした。